# Alberto Assirelli
Alberto Assirelli (* 31. August 1936 in Forli; † 1. April 2017 ebenda) war ein italienischer Radrennfahrer.

## Sportliche Laufbahn
Assirelli war im Straßenradsport aktiv. Als Amateur startete er für den Verein „Pedale Ravennate“. Von 1960 bis 1965 war er Berufsfahrer. Sein bedeutendster sportlicher Erfolg war ein Etappensieg im Giro d’Italia 1962. 1960 siegte er im Eintagesrennen Bologna–Passo della Raticosa. 1960 wurde er Zweiter in der Coppa Bernocchi hinter Giuseppe Fallarini. 
Den Giro d’Italia bestritt Assirelli fünfmal. 1960 wurde er 61., 1961 42., 1962 20., 1963 23. und 1964 65. In der Tour de France 1962 kam er nicht ins Ziel.

## Familiäres
Sein Bruder Nino Assirelli war ebenfalls Radrennfahrer.